# Franciszek Kietliński
Franciszek Kietliński herbu Odrowąż – łowczy radomski w latach 1785–1793, komornik graniczny sandomierski w 1791 roku, poseł województwa sandomierskiego na Sejm Czteroletni w 1790 roku.
Był elektorem Stanisława Augusta Poniatowskiego. Żonaty z Rozalią z Fischerów. Był komisarzem Sejmu Czteroletniego z powiatu radomskiego województwa sandomierskiego do szacowania intrat dóbr ziemskich w 1789 roku.
Był właścicielem Rdzuchowa. W 1804 roku wylegitymował się ze szlachectwa w Galicji Zachodniej.